# Anartes

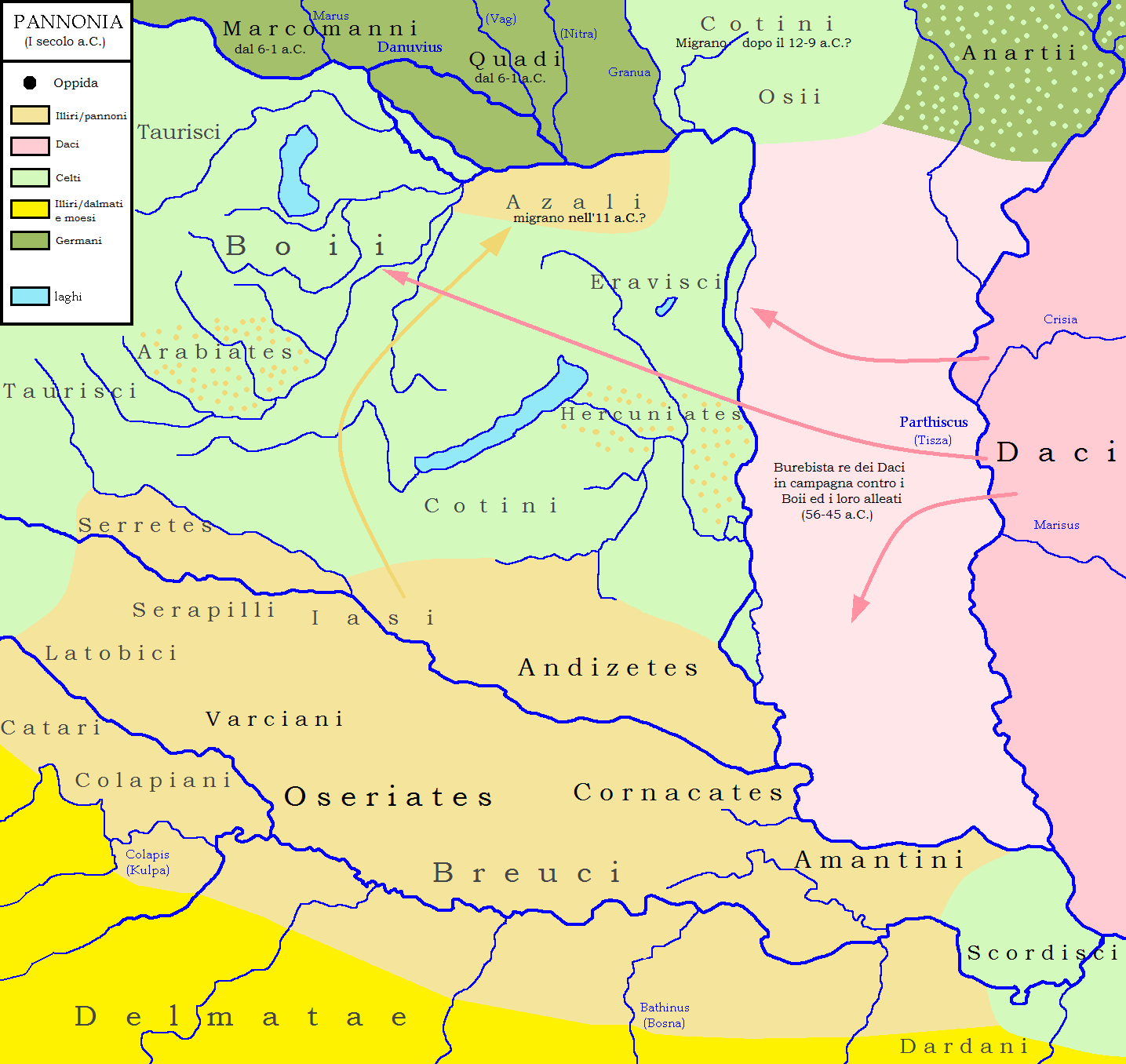
De volkeren van Pannonia. Het gebied van de Anartes ligt in de rechterbovenhoek van de kaart.

De Anartes (ook: Anarti, Anartii of Anartoi) was een verbond van Keltische stammen, die zich in Dacia (in het huidige Roemenië) hadden gevestigd.
De oudste overlevering die de Anartes noemt is in de 'Elogium van Tusculum' (10 v.Chr.).
De Griekse geograaf Ptolemaeus beschreef ze in zijn Geographia, waarin hij de 'Anartoi' in Dacia plaatste. Sommige groepen Anartes bezetten delen van het huidige Slowakije en zuidoostelijk Polen. De Dacische stad 'Docidava' lag in Anartes-gebied. Ptolemaeus sprak ook over 'Anartophractoi'. De naam van deze stam is waarschijnlijk verwant aan de Anartesstamen.
In de Commentarii de bello Gallico, een verslag van zijn eigen campagne in de Gallische Oorlogen, schreef Julius Caesar: "Het Hercynische Woud begint in de territoria van de Helvetiërs, de Nemeten en de Rauraci, en strekt zich zo ver als een reis van 9 dagen uit langs de Donau, tot aan de grenzen van de Daciërs en de Anartes toe".
Rond 172 n.Chr. weigerden de Anartes om de Romeinen te helpen in hun oorlog tegen de Marcomanni. Om ze te straffen, besloot Romeinse keizer Marcus Aurelius om de (gehele?) Anartes stammen van hun oorspronkelijke woongebied naar de Romeinse provincie Pannonia Inferior te deporteren, wat rond 180 n.Chr. ook daadwerkelijk gebeurde.

## Archeologisch bewijs

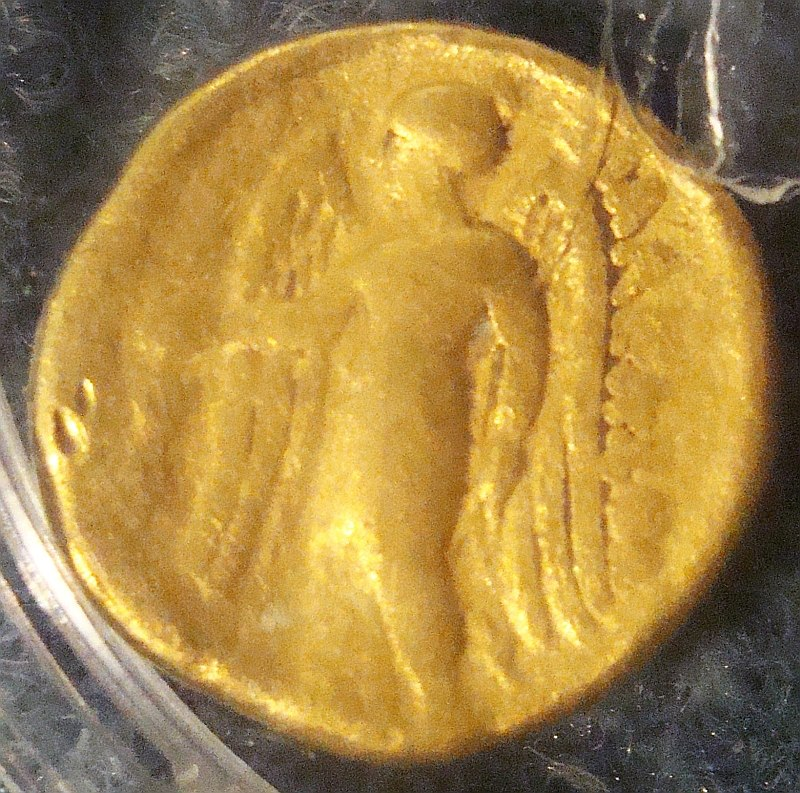
Keltische munt van de 3e eeuw v.Chr. uit Trepcza.

De Anartes waren waarschijnlijk voor een groot deel identiek aan de 'Púchovcultuur' in Slowakije. Tijdens de late 'La Tène'-periode verspreidden de Kelten en de Daciërs zich over het oosten van de Slowaakse laaglanden, met Zemplin als centrum. Volgens de archeologe Ioana Oltean lieten archeologische opgravingen zien dat sommige Keltische stammen, zoals de Anartes en de Teurisci, naar het oosten waren geëmigreerd, tot in Transsylvanië toe, en dat ze geleidelijk assimileerden met de Daciërs.